# 1914

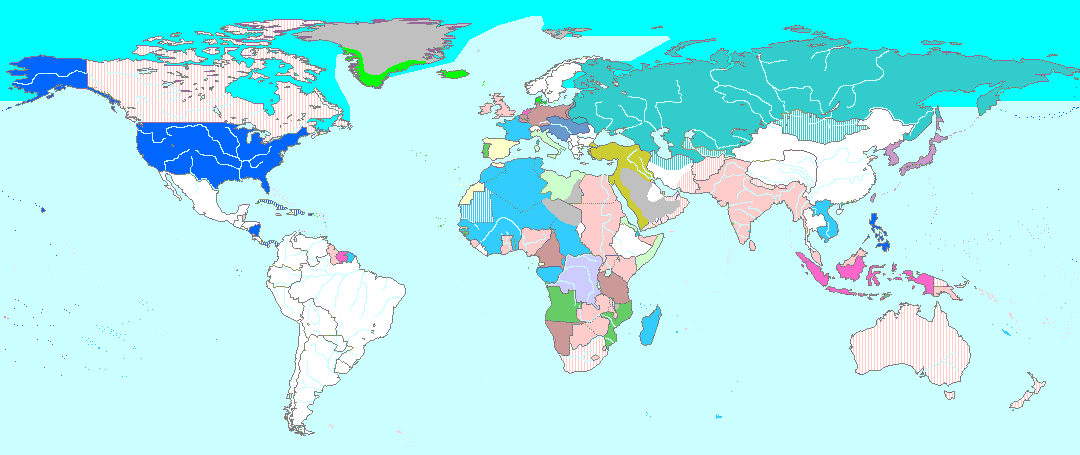
Il mondo nel 1914

Il 1914 (MCMXIV in numeri romani) è un anno  del XX secolo.

## Eventi
- La Nigeria diviene una colonia britannica.
- Rivolta in Kenya contro le imposte
- Stati Uniti d'America si ha la prima codifica relativa alla definizione della Convention bureau, considerata come organismo non profit.
- Gennaio: rivolta a Dahomey contro le imposte
- 1º gennaio: Adolfo Diaz Recinos viene nominato presidente del Nicaragua per quattro anni.
- 10 gennaio – Cina: Yuan Shikai scioglie il parlamento e lo sostituisce con un Consiglio di Stato composto dai suoi sostenitori.
- 11 gennaio - Il vulcano Sakurajima in Giappone inizia a eruttare, diventando effusivo dopo un terremoto molto grande il 13 gennaio. La colata lavica fa sì che l'isola che forma sia collegata alla penisola di Ōsumi
- 15 gennaio: i liberali salgono al potere in Romania. Brătianu Ion diventa primo ministro. Si prepara una riforma agraria e la riforma elettorale.
- 26 gennaio: protocollo firmato tra il Gran visir ottomano Sayid Halim e il rappresentante russo Koulguévitch sotto pressione della Francia, del Regno Unito e dell'Impero russo, per attuare le riforme previste dal trattato di Berlino: si prevede che le province dell'Armenia saranno divise in due aree (nord: Erzurum, Sivas, Trabzon; sud: Van, Bitlis, Diyarbakir, Kharput). A capo di ciascuna, un segretario generale europeo nominato dalla Sublime porta ma presentato dalle Potenze, e investito di ampi poteri per monitorare l'attuazione delle riforme previste dai trattati precedenti.
- 12 febbraio: Ivan Logginovič Goremykin diventa presidente del Consiglio in Russia.
- 16 febbraio: viene effettuato il primo volo in aeroplano fra San Francisco e Los Angeles.
- 17 febbraio: governo Hammarskjöld in Svezia
- 21 febbraio: effimero regno di Guglielmo di Wied in Albania che durerà fino al 3 settembre.
- 26 febbraio: varo del Britannic, la più grande nave del mondo, a Belfast. Fu convertita in nave ospedale durante la Grande Guerra.
- 9 marzo: proteste in Ucraina in occasione del centenario della nascita del poeta Taras Hryhorovyč Ševčenko.
- 12 marzo: prima mostra di Brancusi a New York
- 18 marzo – Irlanda: i sindacalisti guidati da Edward Carson rifiutano un rinvio di sei anni proposto all'Ulster per l'attuazione della Home Rule.
- 22 marzo: viene trasmesso radiofonicamente un concerto vocale e sonoro in Belgio, su richiesta di S.M. il re dopo tre mesi di test dei dispositivi dell'elettrotecnico italiano Giovanni Battista Marzi.
- 20 aprile – Colorado, USA: massacro a Ludlow delle famiglie dei lavoratori in sciopero
- 22 aprile – USA: Babe Ruth fa il suo esordio nel baseball professionistico.
- 14 maggio – Colombia: nascono le Suore missionarie di Maria Immacolata e di Santa Caterina da Siena.
- 7 giugno:
  - Il primo vascello passa attraverso le chiuse del Canale di Panama.
  - Ad Ancona inizia la Settimana rossa.
- 10 giugno: viene fondato il Comitato olimpico nazionale italiano (CONI).
- 28 giugno: a Sarajevo sono assassinati l'arciduca d'Austria Francesco Ferdinando e la moglie. Questo evento scatenerà il conflitto della prima guerra mondiale.
- 3 luglio: Accordo di Simla tra il Regno Unito, il Tibet e la Cina.
- 13 luglio: a Camerata Cornello (BG), Simone Pianetti uccide in poche ore sette persone, poi fugge tra le montagne circostanti. Non verrà più visto né ritrovato.
- 28 luglio: inizio della prima guerra mondiale.
- 5 agosto: Cleveland: viene installato ad un incrocio il primo semaforo.
- 15 agosto: il Canale di Panama apre al traffico con il passaggio della nave da carico statunitense Ancon.
- 20 agosto: muore a Roma papa Pio X.
- 25 agosto: Mario Maratelli in una sua risaia individua e seleziona una pannocchia di riso diversa dalle altre, dalla quale nascerà la varietà di riso denominata Maratelli che ha fatto la storia della risicoltura italiana.
- 1º settembre: nello zoo di Cincinnati muore l'ultimo esemplare di colomba migratrice.
- 3 settembre: viene eletto papa il cardinale Giacomo della Chiesa, già Arcivescovo di Bologna, il quale assume il nome di Benedetto XV.
- 25 novembre: viene inaugurata la linea ferroviaria Soncino – Soresina, secondo nucleo della Ferrovia Cremona Iseo.

### Prima guerra mondiale
- 28 giugno: attentato a Sarajevo, dove sono stati uccisi l'arciduca Francesco Ferdinando e sua moglie Sofia Chotek.
- 28 luglio: l'Austria-Ungheria dichiara guerra alla Serbia.
- 1º agosto: la Germania dichiara guerra alla Russia.
- 3 agosto: la Germania dichiara guerra alla Francia.
- 4 agosto: l'Italia dichiara la propria neutralità invocando la violazione dell'art. 5 del trattato della Triplice alleanza da parte dell'Austria, ed appellandosi all'art. 4 del medesimo.
- 5 agosto:
  - La Gran Bretagna dichiara guerra alla Germania dopo che questa si è rifiutata di rispettare la neutralità del Belgio.
  - L'Australia dichiara guerra alla Germania.
  - Il Canada dichiara guerra alla Germania.
  - La Nuova Zelanda dichiara guerra alla Germania.
- 5 agosto: l'Austria dichiara guerra alla Russia.
- 23 agosto: il Giappone dichiara guerra alla Germania.
- settembre: Francia, Gran Bretagna e Russia firmano un patto di unità.
- 3 novembre: l'Impero Ottomano entra in guerra contro gli Alleati.
- 22 novembre: la Gran Bretagna invade Bassora, in Iraq, dopo che l'impero ottomano si è schierato con la Germania.
- 18 dicembre: Primi contatti fra l'ex Cancelliere tedesco Bernhard von Bülow e il governo italiano. Inizia il tentativo della Germania di non far entrare in guerra l'Italia contro l'Austria-Ungheria (Missione von Bülow).

## Nati
Ci sono circa 1 920 voci su persone nate nel 1914; vedi la pagina Nati nel 1914 per un elenco descrittivo o la categoria Nati nel 1914 per un indice alfabetico.

## Morti
Ci sono circa 570 voci su persone morte nel 1914; vedi la pagina Morti nel 1914 per un elenco descrittivo o la categoria Morti nel 1914 per un indice alfabetico.

## Calendario
| Calendario 1914 | Calendario 1914 | Calendario 1914 | Calendario 1914 | Calendario 1914 | Calendario 1914 | Calendario 1914 | Calendario 1914 | Calendario 1914 | Calendario 1914 | Calendario 1914 | Calendario 1914 | Calendario 1914 | Calendario 1914 | Calendario 1914 | Calendario 1914 | Calendario 1914 | Calendario 1914 | Calendario 1914 | Calendario 1914 | Calendario 1914 | Calendario 1914 | Calendario 1914 | Calendario 1914 | Calendario 1914 | Calendario 1914 | Calendario 1914 | Calendario 1914 | Calendario 1914 | Calendario 1914 | Calendario 1914 | Calendario 1914 | Calendario 1914 |
| --------------- | --------------- | --------------- | --------------- | --------------- | --------------- | --------------- | --------------- | --------------- | --------------- | --------------- | --------------- | --------------- | --------------- | --------------- | --------------- | --------------- | --------------- | --------------- | --------------- | --------------- | --------------- | --------------- | --------------- | --------------- | --------------- | --------------- | --------------- | --------------- | --------------- | --------------- | --------------- | --------------- |
|                 | 1               | 2               | 3               | 4               | 5               | 6               | 7               | 8               | 9               | 10              | 11              | 12              | 13              | 14              | 15              | 16              | 17              | 18              | 19              | 20              | 21              | 22              | 23              | 24              | 25              | 26              | 27              | 28              | 29              | 30              | 31              |                 |
| Gennaio         | Gi              | Ve              | Sa              | Do              | Lu              | Ma              | Me              | Gi              | Ve              | Sa              | Do              | Lu              | Ma              | Me              | Gi              | Ve              | Sa              | Do              | Lu              | Ma              | Me              | Gi              | Ve              | Sa              | Do              | Lu              | Ma              | Me              | Gi              | Ve              | Sa              |                 |
| Febbraio        | Do              | Lu              | Ma              | Me              | Gi              | Ve              | Sa              | Do              | Lu              | Ma              | Me              | Gi              | Ve              | Sa              | Do              | Lu              | Ma              | Me              | Gi              | Ve              | Sa              | Do              | Lu              | Ma              | Me              | Gi              | Ve              | Sa              |                 |                 |                 |                 |
| Marzo           | Do              | Lu              | Ma              | Me              | Gi              | Ve              | Sa              | Do              | Lu              | Ma              | Me              | Gi              | Ve              | Sa              | Do              | Lu              | Ma              | Me              | Gi              | Ve              | Sa              | Do              | Lu              | Ma              | Me              | Gi              | Ve              | Sa              | Do              | Lu              | Ma              |                 |
| Aprile          | Me              | Gi              | Ve              | Sa              | Do              | Lu              | Ma              | Me              | Gi              | Ve              | Sa              | Do              | Lu              | Ma              | Me              | Gi              | Ve              | Sa              | Do              | Lu              | Ma              | Me              | Gi              | Ve              | Sa              | Do              | Lu              | Ma              | Me              | Gi              |                 |                 |
| Maggio          | Ve              | Sa              | Do              | Lu              | Ma              | Me              | Gi              | Ve              | Sa              | Do              | Lu              | Ma              | Me              | Gi              | Ve              | Sa              | Do              | Lu              | Ma              | Me              | Gi              | Ve              | Sa              | Do              | Lu              | Ma              | Me              | Gi              | Ve              | Sa              | Do              |                 |
| Giugno          | Lu              | Ma              | Me              | Gi              | Ve              | Sa              | Do              | Lu              | Ma              | Me              | Gi              | Ve              | Sa              | Do              | Lu              | Ma              | Me              | Gi              | Ve              | Sa              | Do              | Lu              | Ma              | Me              | Gi              | Ve              | Sa              | Do              | Lu              | Ma              |                 |                 |
| Luglio          | Me              | Gi              | Ve              | Sa              | Do              | Lu              | Ma              | Me              | Gi              | Ve              | Sa              | Do              | Lu              | Ma              | Me              | Gi              | Ve              | Sa              | Do              | Lu              | Ma              | Me              | Gi              | Ve              | Sa              | Do              | Lu              | Ma              | Me              | Gi              | Ve              |                 |
| Agosto          | Sa              | Do              | Lu              | Ma              | Me              | Gi              | Ve              | Sa              | Do              | Lu              | Ma              | Me              | Gi              | Ve              | Sa              | Do              | Lu              | Ma              | Me              | Gi              | Ve              | Sa              | Do              | Lu              | Ma              | Me              | Gi              | Ve              | Sa              | Do              | Lu              |                 |
| Settembre       | Ma              | Me              | Gi              | Ve              | Sa              | Do              | Lu              | Ma              | Me              | Gi              | Ve              | Sa              | Do              | Lu              | Ma              | Me              | Gi              | Ve              | Sa              | Do              | Lu              | Ma              | Me              | Gi              | Ve              | Sa              | Do              | Lu              | Ma              | Me              |                 |                 |
| Ottobre         | Gi              | Ve              | Sa              | Do              | Lu              | Ma              | Me              | Gi              | Ve              | Sa              | Do              | Lu              | Ma              | Me              | Gi              | Ve              | Sa              | Do              | Lu              | Ma              | Me              | Gi              | Ve              | Sa              | Do              | Lu              | Ma              | Me              | Gi              | Ve              | Sa              |                 |
| Novembre        | Do              | Lu              | Ma              | Me              | Gi              | Ve              | Sa              | Do              | Lu              | Ma              | Me              | Gi              | Ve              | Sa              | Do              | Lu              | Ma              | Me              | Gi              | Ve              | Sa              | Do              | Lu              | Ma              | Me              | Gi              | Ve              | Sa              | Do              | Lu              |                 |                 |
| Dicembre        | Ma              | Me              | Gi              | Ve              | Sa              | Do              | Lu              | Ma              | Me              | Gi              | Ve              | Sa              | Do              | Lu              | Ma              | Me              | Gi              | Ve              | Sa              | Do              | Lu              | Ma              | Me              | Gi              | Ve              | Sa              | Do              | Lu              | Ma              | Me              | Gi              |                 |

## Premi Nobel
In quest'anno sono stati conferiti i seguenti Premi Nobel:
- per la Pace: non assegnato
- per la Letteratura: non assegnato
- per la Medicina: Robert Bárány
- per la Fisica: Max von Laue
- per la Chimica: Theodore William Richards

## Arti

### Musica
- Igor' Fëdorovič Stravinskij compone l'opera Le rossignol
- Aleksandr Skrjabin compone Vers la flamme
- Franz Schmidt pubblica la propria opera "Notre Dame" tratta dal romanzo Notre Dame de Paris di Victor Hugo
- Ottorino Respighi compone "la sinfonia drammatica"

### Letteratura
- Hermann Hesse scrive la novella Rosshalde